# Субнеоліт
Субнеоліт — термін для позначення культур, які хоча і контактували з неолітичними сільськогосподарськими культурами, проте зберігали свою прихильність мисливству та збиральництву, засвоївши лише окремі досягнення неоліту (зазвичай лише кераміку). Прикладами є рання культура кардіальної кераміки (південна Європа), Пітерборо (Англія), елшанська культура (Східна Європа) або Хоа Бін (Індокитай).